# 藿香薊
藿香薊（學名：Ageratum conyzoides）是菊科藿香薊屬一種原產於美洲熱帶地區，特別是巴西的一年生草本植物，其頑強的生命力在其他地區常被視為入侵雜草。越南语稱呼本物種為「豬屎草」（Cứt lợn），因為這種植物會在骯髒的地方生長。這種植物株高約0.5–1米，長2–6厘米、寬1-3厘米的卵形或三角形對生葉片，花為白色到淺洋紅色或淺藍色，由多朵細小的管狀花聚生而成。披白色柔毛，揉碎後有異臭。果實為黑色線狀瘦果。它們喜曬太陽，長於荒地、平地和田邊比較乾燥貧脊的土壤上。

## 別名
霍香薊、勝紅薊、一枝香、鹹蝦花、毛麝香、蝶子草、南風草、柳仔黃、白花草、白花臭草、yumun (泰雅語）和saapan（排灣語）。

## 應用
作為一種药用植物，本物種在多種傳統醫療文化用作治療痢疾及腹瀉。在傳統中醫藥，藿香薊可用作治療「感冒發熱、咽喉腫痛，咯血，衄血，崩漏，脘腹疼痛，風濕痹痛」或治療中耳炎、外傷出血等症。
本物種亦可用作植物農藥，可毒殺昆蟲及線蟲。

## 毒性
本物種具肝毒性，不慎誤服可引致肝病及贅生物形成。埃塞俄比亞曾發生相關集體中毒事件，起因為穀物中混雜有本物種。本植物含有石松胺及刺淩德草堿等吡咯里西啶生物鹼。

## 野草風險
在野外，本物種常會發展成野草。在非洲、澳大利亞、東南亞及美國，本物種被視為入侵性野草。在亞洲其他稻米種植地區，本物種的泛濫被視為只有中度，其乾草在一般農民會視為普通燃料來生火。

## 圖庫

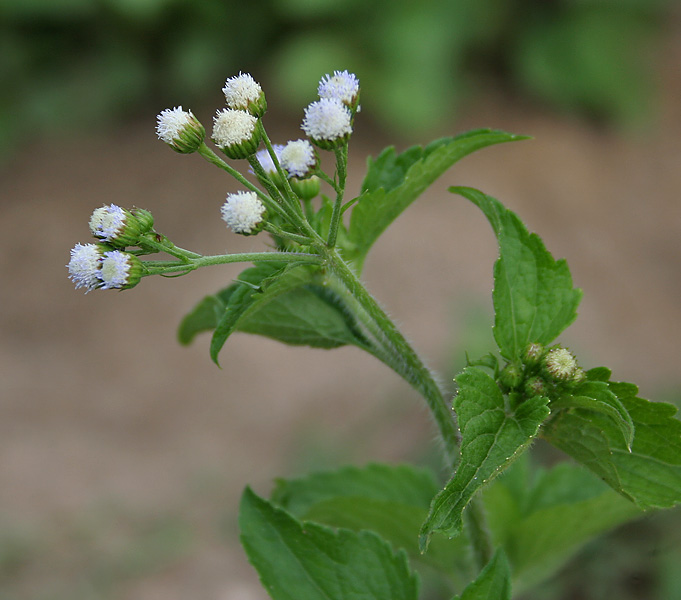
in Narsapur, Medak district.
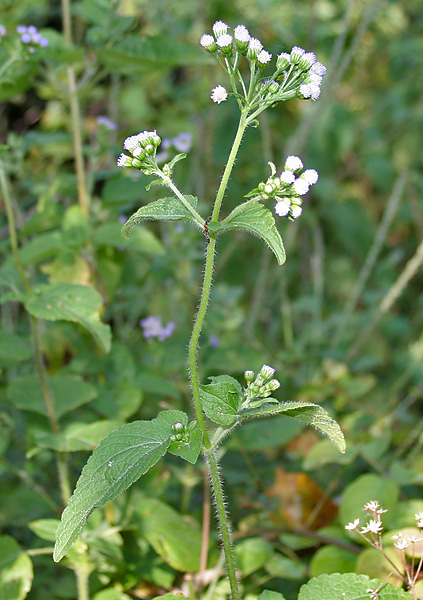
in Narsapur, Medak district.
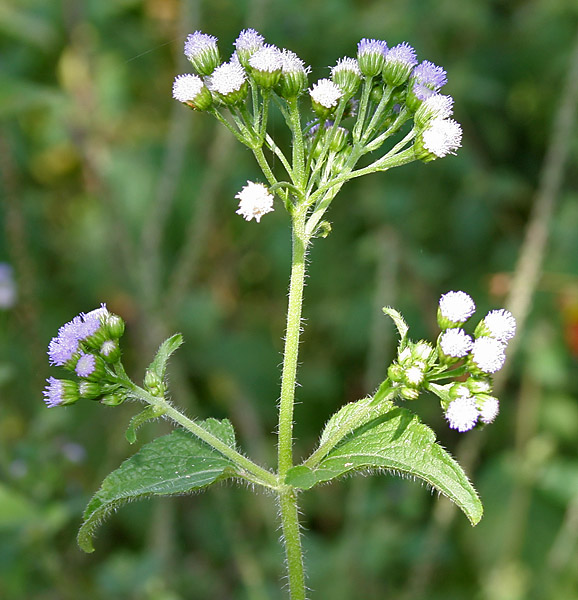
in Narsapur, Medak district.
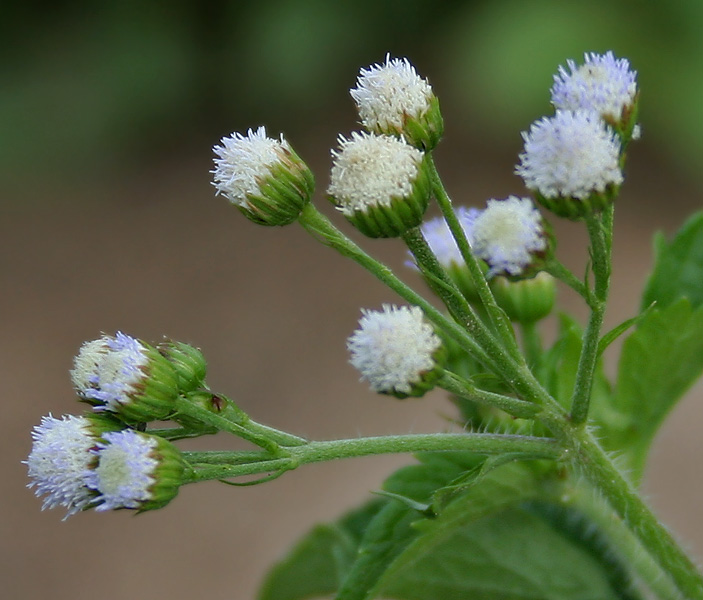
in Narsapur, Medak district.
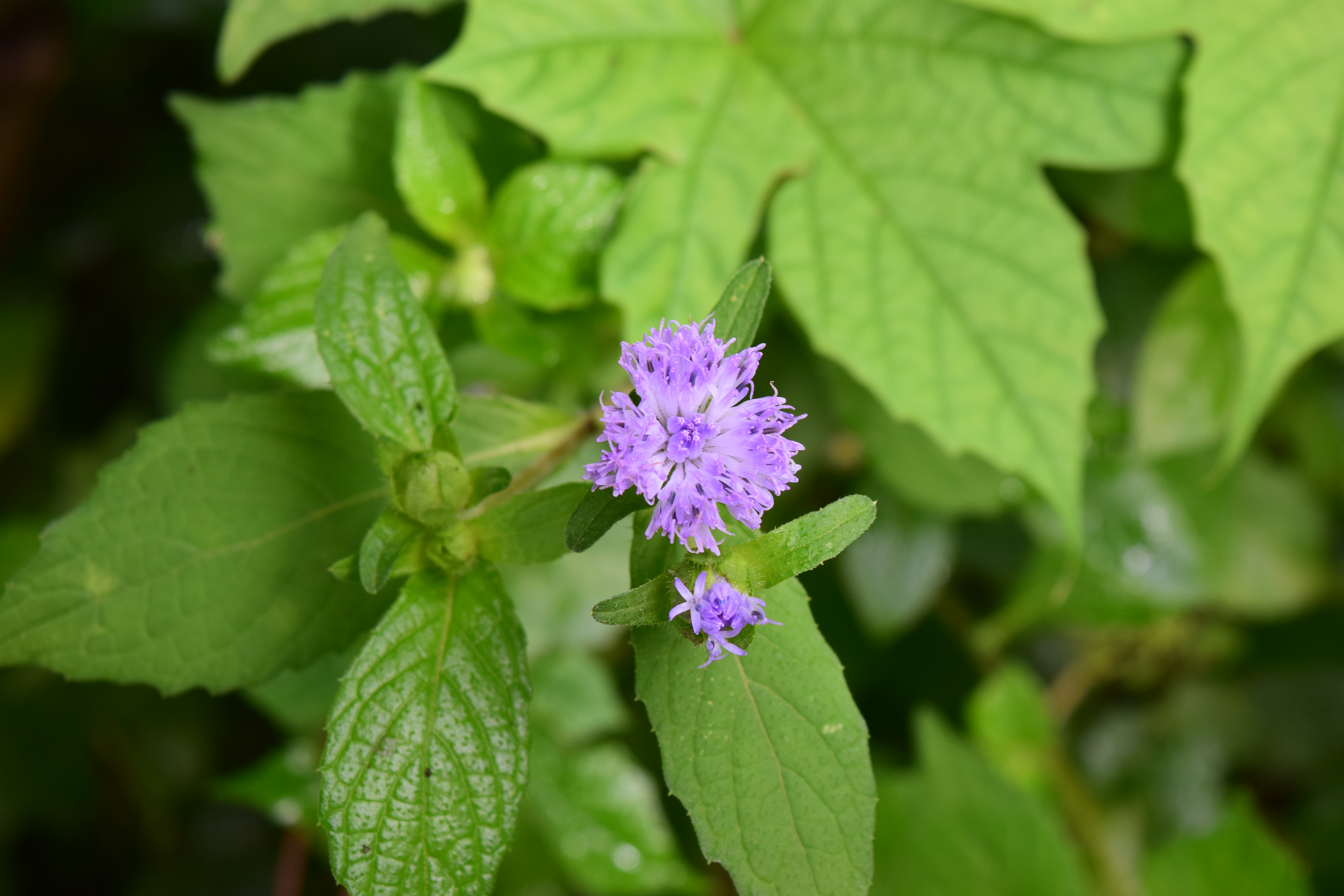
From Kerala.

## 外部連結
- Plants For Future: Ageratum conyzoides （页面存档备份，存于）
- Tropical Plant Database: Ageratum conyzoides（页面存档备份，存于）
- Global Invasive Species Database: Ageratum conyzoides （页面存档备份，存于）
- （葡萄牙文） Ageratum conyzoides （页面存档备份，存于） photos
- West African plants（西非植物攝影指南）中有關Ageratum conyzoides的資料